# 那州雪絵
那州 雪絵（なす ゆきえ、1965年1月4日 - ）は、日本の漫画家、アニメーター。東京都豊島区池袋生まれ。血液型はA型。
代表作には『花とゆめ』（白泉社）で連載された「ここはグリーン・ウッド」がある。

## 概要
元アニメーターで、スタジオナンバーワンに所属し、漫画家デビューから数年間は兼業をしていた。また「那州和也」名義で同人活動をしていたこともある。
子供の頃に少年野球チームの選手だったこともあり、少年への憧れ、場合によっては女性であることによるそこからの挫折が創作の原動力になっている節もある。雑誌ぱふ91年10月号で、「女性である事は漫画家である事よりも重要ではない。今、急に男になっても困らない。」とコメントをしている。
作品の設定に、異形が姿を変えて主人公の傍にいるシチュエーションが多い。

## 略歴
- 1984年 - 『誰か－STRANGER』で花とゆめビッグチャレンジ賞受賞。
- 1985年 - 『U.F.チャンス』（「別冊花とゆめ」冬の号）でデビュー。
アニメ専門学校の卒業間際に投稿を開始し、『U.F.チャンス』は投稿2作目だった。当時母親から猛反対されたと1987年のインタビューで語っている[1]。
- 1986年 - 『ここはグリーン・ウッド』連載開始。
- 1991年 - 『ここはグリーン・ウッド』連載終了、『ダーク・エイジ』連載。
- 1992年 - 『天使とダイヤモンド』連載。
- 1993年 - 『それからどしたの?仔猫ちゃん』連載、『月光』連載開始。
- 1995年 - 『月光』連載終了。
- 2002年 - 『魔法使いの娘』連載開始。
- 2003年 - 『どーする!?わんこ』連載開始。
- 2009年 - 『どーする!?わんこ』連載終了。
- 2009年 - 『魔法使いの娘』連載終了。
- 2010年 - 『魔法使いの娘ニ非ズ』連載開始。
- 2017年 - 『魔法使いの娘ニ非ズ』連載終了。
- 2018年 - 『八百夜』連載開始。

## 作品リスト
発表年は掲載誌の号数に準拠。
| 作品名                                 | 発表年                      | 掲載雑誌                                     | 注記                                                                                                  |
| -------------------------------------- | --------------------------- | -------------------------------------------- | --- |
| 智美と徹シリーズ                       | 1985年-1986年               | 『花とゆめ』（白泉社）                       | 両シリーズは一部登場人物が共通。 （主人公が姉妹であり、徹は作品世界の根底に関わっている）             |
| フラワー=デストロイヤーシリーズ        | 1985年-1991年               | 『花とゆめ』                                 | 両シリーズは一部登場人物が共通。 （主人公が姉妹であり、徹は作品世界の根底に関わっている）             |
| ここはグリーン・ウッド                 | 1986年-1991年               | 『花とゆめ』                                 | 「誰か−STRANGER」は「グリーン・ウッド」の原案からのスピンオフ。                                       |
| 嵐が原                                 | 1989年                      | 『花とゆめ』                                 | 短期集中連載。ダーク・ファンタジー。 当時連載中だった「ここはグリーン・ウッド」を中断して掲載された。 |
| 君が見ていた夢を                       | 1990年                      | 『花とゆめ』                                 | 前後編100P。ホラー・サスペンス。 当時連載中だった「ここはグリーン・ウッド」を中断して掲載された。     |
| 天使とダイヤモンド                     | 1992年                      | 『花とゆめ』                                 | 高校野球漫画。                                                                                        |
| Over the lights, Under the moon / 月光 | 1993年-1995年               | 『花とゆめ』                                 | 異世界ファンタジー。                                                                                  |
| それからどしたの?仔猫ちゃん            | 1993年                      | 『花とゆめ』                                 | デザイン学校に通う女の子3人を描いたコメディ。                                                         |
| 魔法使いの娘 / 魔法使いの娘ニ非ズ      | 2002年-2009年 2010年-2017年 | 『月刊ウィングス』 →『ウィングス』（新書館） | 陰陽師の娘、鈴の木初音を主人公にした、オカルティック・シリーズ。                                      |
| どーする!?わんこ                       | 2003年-2009年               | 『まんがライフ』（竹書房）                   | 初の4コマ漫画。 チワワの「はな」と飼い主一家を巡るホームコメディ。                                    |
| 超嗅覚探偵NEZ                          | 2008年-2016年               | 『別冊花とゆめ』（白泉社）                   | 不定期掲載。 犬以上の嗅覚を持つ探偵が事件を解決するコメディミステリー。                               |
| 八百夜                                 | 2018年-                     | 『ウィングス』                               | |

- 北斗の拳
  - アニメーターとして59話「天をおおう暗黒の星! 死闘の果てに時代は動く!!」の原画を担当。
- 学園特捜ヒカルオン
  - アニメーターとして原画を担当。

## 単行本・書籍リスト

### 白泉社

#### 花とゆめコミックス
- ここはグリーン・ウッド 
  1. ISBN 978-4-59-211424-6　併録：「キラキラの部屋で」「冒険者たち」「誰か−STRANGER」
  2. ISBN 978-4-59-211425-3
  3. ISBN 978-4-59-211426-0
  4. ISBN 978-4-59-211427-7
  5. ISBN 978-4-59-211428-4
  6. ISBN 978-4-59-211429-1
  7. ISBN 978-4-59-211430-7
  8. ISBN 978-4-59-212178-7
  9. ISBN 978-4-59-212179-4　併録：「君が見ていた夢を」
  10. ISBN 978-4-59-212180-0
  11. ISBN 978-4-59-212181-7　併録：「内沢とわたし」
- フラワーデストロイヤーシリーズ
  - フラワー=デストロイヤー
    - ISBN 978-4-59-211847-3　併録：「雪女」

  - 妖魔襲来!復讐鬼
    - ISBN 978-4-59-212517-4　併録：「紅茶の騎士」「智美と徹シリーズ」

  - ダーク・エイジ
    - ISBN 978-4-59-212614-0　併録：「美形いりませんか?」
- 天使とダイヤモンド
  1. ISBN 978-4-59-212271-5
  2. ISBN 978-4-59-212272-2　併録：「Emerald Cave - 蛇の谷 -」
- それからどしたの?仔猫ちゃん
  - ISBN 978-4-59-212273-9　併録：「天使とダイヤモンド 完結編」
- 月光
  1. ISBN 978-4-59-212182-4
  2. ISBN 978-4-59-212183-1
  3. ISBN 978-4-59-212184-8
  4. ISBN 978-4-59-212185-5
  5. ISBN 978-4-59-212236-4
- イリュージョン・フードマスター
  - ISBN 978-4-59-212756-7　併録：「世界が終わるまでは」「踏まれた天使のように」

#### 花とゆめコミックススペシャル
- 超嗅覚探偵NEZ
  1. ISBN 978-4-59-219848-2
  2. ISBN 978-4-59-219860-4
  3. ISBN 978-4-59-221763-3

#### 白泉社カードギャラリー
1. 那州雪絵
  - ISBN 978-4-59-272013-3
2. 那州雪絵2
  - ISBN 978-4-59-272020-1

#### 愛蔵版
- ここはグリーン・ウッド
  1. ISBN 978-4-59-213836-5
  2. ISBN 978-4-59-213837-2
  3. ISBN 978-4-59-213838-9
  4. ISBN 978-4-59-213839-6

#### 白泉社文庫
- ここはグリーン・ウッド
  1. ISBN 978-4-59-288174-2
  2. ISBN 978-4-59-288175-9
  3. ISBN 978-4-59-288176-6
  4. ISBN 978-4-59-288177-3
  5. ISBN 978-4-59-288178-0
  6. ISBN 978-4-59-288179-7
- 天使とダイヤモンド
  - ISBN 978-4-59-288716-4
- フラワー=デストロイヤー
  - ISBN 978-4-59-288180-3　併録：「智美と徹シリーズ」
- それからどしたの?仔猫ちゃん
  - ISBN 978-4-59-288393-7　併録：「内沢とわたし」「美形いりませんか?」「Doggy Day's - 犬の日々 -」「雪女」「踏まれた天使のように」
- 月光
  1. ISBN 978-4-59-288537-5
  2. ISBN 978-4-59-288538-2

#### ジェッツコミックス
- 嵐が原
  - ISBN 978-4-59-213287-5　併録：「満月ドライビン'」「水妖物語」

### 新書館

#### ウイングスコミックス
- 魔法使いの娘
  1. ISBN 978-4-40-361726-3
  2. ISBN 978-4-40-361780-5
  3. ISBN 978-4-40-361810-9
  4. ISBN 978-4-40-361839-0
  5. ISBN 978-4-40-361866-6
  6. ISBN 978-4-40-361900-7
  7. ISBN 978-4-40-361925-0
  8. ISBN 978-4-40-361959-5
- 魔法使いの娘ニ非ズ
  1. ISBN 978-4-403-61997-7
  2. ISBN 978-4-403-62130-7
  3. ISBN 978-4-403-62158-1
  4. ISBN 978-4-403-62171-0
  5. ISBN 978-4-403-62192-5
  6. ISBN 978-4-403-62213-7
  7. ISBN 978-4-403-62239-7
- 私のともだち
  1. ISBN 978-4-403-62253-3　併録：「誰かが待っている」「花地獄」「冷蔵庫の思い出」「かいだんのかいだん」「水にうつる思い出」
- 八百夜
  1. ISBN 978-4-403-62274-8

#### ディアプラスコミックス
- 東京怪談new
  - ISBN 978-4-40-366025-2
- 暁に哭く風に鳴くコラール
  - ISBN 978-4-40-366038-2　併録：「真冬のシークレット」
- 夜明け前、僕らは…
  - ISBN 978-4-40-366058-0　併録：「新しい朝が来る」「さよなら迷宮」
- 間違いの恋
  - ISBN 978-4-40-366087-0　併録：「コーカス・レース」「虎を飼う方法」

### 竹書房

#### バンブーコミックス
- どーする!?わんこ
  1. ISBN 978-4-8124-6423-6
  2. ISBN 978-4-8124-6811-1
  3. ISBN 978-4-8124-7174-6

### NTT出版
- ファイアーエムブレム・ザ・コンプリート
  - ISBN 4-87188-822-3 テレビゲーム『第1作目ファイアーエムブレム 暗黒竜と光の剣』『ファイアーエムブレム外伝』『ファイアーエムブレム 紋章の謎』の合同ファンブック。「どこにでもみられる グラの悲劇」という1ページ漫画を執筆。